# 長崎玉成短期大学
長崎玉成短期大学（ながさきぎょくせいたんきだいがく、英語: Nagasaki Gyokusei Junior College）は、長崎県長崎市にあった日本の私立短期大学である。1953年に設置され、2012年に廃止された。

## 概観

### 大学全体
- 長崎県長崎市に所在した日本の私立短期大学で、設置主体は学校法人玉木学園[1]。
- 1892年創立の長崎女子裁縫学校を起源とし、1953年玉木女子短期大学として開学。もとは女子短大であったが、2007年度に改称し、男女共学となった。
- 2010年度の入学生を最後に[注釈 2]、2012年に短期大学としての使命を終える[注釈 3]。

### 建学の精神（校訓・理念・学是）
- 長崎玉成短期大学における建学の精神「女性の精神的・経済的自立」となっていた。

### 教育および研究
- 長崎玉成短期大学は幼児教育学科が設置されており、短大附属幼稚園での教育実習が取り入れられていた。
- 教養科目の一つに茶道・華道・謡曲を学ぶ「日本文化講座」があった。

### 学風および特色
- 長崎玉成短期大学の服飾デザイン学科ではファッションショーが行われていた。

## 沿革
- 1892年
  - 玉木リツにより長崎女子裁縫学校が創設される。
- 1906年
  - 玉木女学校と改称。
- 1926年
  - 玉木職業女学校を設立。
- 1949年
  - 玉木和洋裁学院が設置される。
- 1953年
  - 3月23日 左記を以て文部省[注 2]より短期大学の設置が認可される[注 3]。
  - 4月1日 玉木女子短期大学が以下の学科体制にて開学[7]。
    - 被服科 入学定員40名
- 1954年
  - 5月1日 学生数[8]/定員
    - 被服科 77[注釈 4]/80
- 1963年
  - 4月1日 以下の学科を増設する[9]。
    - 食物科 入学定員40名

  - 5月1日 学生数[10]/定員
    - 被服科 111[注釈 4]/80
    - 食物科 30[注釈 4]/40
- 1969年
  - 4月1日 学科名を以下の通り改称する。
    - 被服科→被服学科[注 4]
    - 食物科→食物栄養学科[13]
- 1970年
  - 4月1日 入学定員増を以下の通り行う[注 5]。
    - 被服学科 40→100[注釈 5]
    - 食物栄養学科 40→100[注釈 5]

  - 5月1日 学生数[17]/定員
    - 被服学科 112[注釈 4]/140
    - 食物栄養学科 81[注釈 4]/140
- 1971年
  - 5月1日 学生数[18]/定員
    - 被服学科 114[注釈 4]/200
    - 食物栄養学科 89[注釈 4]/200
- 1975年
  - 4月1日 以下の学科を増設する[19]。
    - 幼児教育学科 入学定員50名[20]

  - 同 以下の学科については、入学定員減とする[注 6]。
    - 被服学科 100→75
    - 食物栄養学科 100→75

  - 5月1日 学生数[22]/定員
    - 被服学科 101[注釈 4]/175
    - 食物栄養学科 49[注釈 4]/175
    - 幼児教育学科 25[注釈 4]/50
- 1985年
  - 5月1日 学生数[23]/定員
    - 被服学科 37[注釈 4]/150
    - 食物栄養学科 32[注釈 4]/150
    - 幼児教育学科 24[注釈 4]/100
- 1986年
  - 5月1日 学生数[24]/定員
    - 被服学科 48[注釈 4]/150
    - 食物栄養学科 25[注釈 4]/150
    - 幼児教育学科 18[注釈 4]/100
- 1987年
  - 5月1日 学生数[25]/定員
    - 被服学科 65[注釈 4]/150
    - 食物栄養学科 28[注釈 4]/150
    - 幼児教育学科 16[注釈 4]/100
- 1992年
  - 5月1日 学生数[注 7]/定員
    - 被服学科 61[注釈 4]/150
    - 食物栄養学科 98[注釈 4]/150
    - 幼児教育学科 95[注釈 4]/100
- 1999年
  - 5月1日 学生数[28]/定員
    - 被服学科 19[注釈 4]/150
    - 食物栄養学科 32[注釈 4]/150
    - 幼児教育学科 38[注釈 4]/100
- 2003年
  - 4月1日 以下の学科については、この年度で学生募集を最終とする[注 8]。
    - 食物栄養学科
- 2004年
  - 4月1日 被服学科を服飾デザイン学科に改称し、入学定員を前年までの75→20に減員[注 9]。
- 2005年
  - 4月1日 以下の学科・専攻については左記をもって正式に廃止とする[30]。
    - 食物栄養学科
- 2007年
  - 4月1日 長崎玉成短期大学と改称[注 10]。
- 2008年
  - 4月1日 以下の学科については、この年度で学生募集を最終とする[注 11]。
    - 服飾デザイン学科
- 2009年
  - 4月1日 幼児教育学科の入学定員を40→50に増員[33]。
- 2010年
  - 4月1日 以下の学科・専攻については左記をもって正式に廃止とする[34]。
    - 服飾デザイン学科

  - 同 この年度で短期大学としての学生募集を最終とする[注釈 2]。
- 2012年
  - 12月10日 左記をもって文部科学省より正式に廃止として認可される[注釈 3]。

## 基礎データ

### 所在地
- 長崎県長崎市風頭町1-33[注釈 1]

### 交通アクセス
- JR長崎本線長崎駅より長崎バスが運行されている。最寄りのバス停留所は「風頭山」となっていた。

### 象徴
- 右記資料を参照のこと[注 12]

## 教育および研究

### 組織

#### 学科
- 幼児教育学科 入学定員50名[注 13]

##### 過去にあった学科
- 服飾デザイン学科 入学定員20名[注 14]
- 食物栄養学科 入学定員75名[注 15]

#### 専攻科
- なし

#### 別科
- なし

##### 取得資格について
資格
- 保育士資格が幼児教育学科にて取得できるようになっていた[32]。
- 栄養士資格がかつての食物栄養学科にて取得できるようになっていた。

教職課程
- 幼稚園教諭二種免許状が幼児教育学科にて取得できるようになっていた[32]。
- 中学校教諭二種免許状（家庭）が服飾デザイン学科にて設置されていた[注 16]。

### 研究
- 『玉木女子短期大学研究紀要』[43]
- 『貝紫の発色性に関する研究』[44]
- 『研究紀要』[注 17]

## 学生生活

### 学園祭
- 長崎玉成短期大学の学園祭は「レモン祭」と呼ばれ毎年、おおむね11月に実施されていた。

## 施設

### キャンパス
- 同短大の初代学長でもあった玉木ますみに因んで「ますみ記念館」と称したホールがあった。

### 寮
- 長崎玉成短期大学には「玉成会館」と称した女子学生寮があった。

## 対外関係

### 系列校
- 長崎玉成高等学校
- 長崎医療技術専門学校

## 社会との関わり
- 当短期大学の学生が「子育てフェスタ」なるイベントに参加していた。

## 附属学校
- 長崎玉成短期大学附属幼稚園 [注 18]